# Dom Schlieffów w Gdańsku
Dom Schlieffów – kamienica w Gdańsku, przy ul. Chlebnickiej 14.

## Historia
Została wzniesiona w 1520 r., w stylu późnogotyckim. Jest to jedyny w Gdańsku przykład gotyckiego domu mieszczańskiego o kamiennej dekoracji fasady. W przyziemiu na osi środkowej znajduje się prosty portal ozdobiony rzeźbami lwów. Dolne kondygnacje posiadają duże okna, trzy górne - znacznie mniejsze. Zwieńczenie fasady stanowi attyka z krenelażem. Na środkowej blance umieszczono herb patrycjuszowskiego rodu Schlieffów, do których kamienica należała od 1616 r. Ta wywodząca się z Kołobrzegu rodzina doszła w Gdańsku do wielkiego bogactwa, posiadając w pewnym momencie 23 spichlerze. Przedstawiciele rodu byli rajcami i ławnikami, a jeden z nich, Walenty Schlieff, zgromadził kolekcję książek i manuskryptów, która obecnie znajduje się w Bibliotece Gdańskiej PAN. Pod koniec XVIII wieku, jak wynika ze wspomnień Johanny Schopenhauer, właścicielem kamienicy był brat jej matki, nazwiskiem Lehmann. 

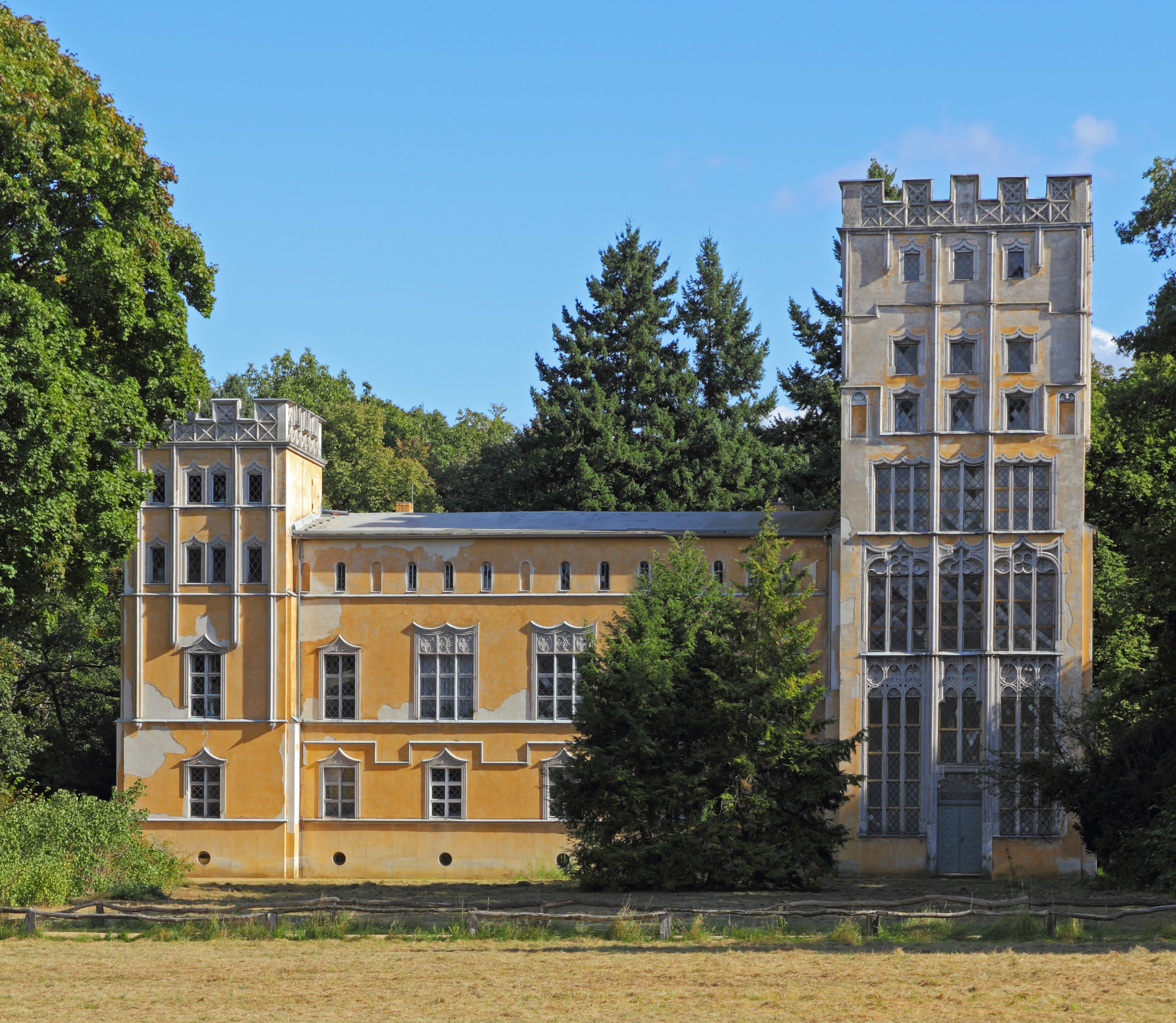
Oryginalna fasada, jako element Domu Rycerskiego na Pawiej Wyspie w Berlinie

Po 300 latach istnienia budynek był w bardzo złym stanie i groził zawaleniem. Mimo starań niektórych gdańszczan, by uratować piękną fasadę, władze miasta odmówiły wyłożenia 1000 talarów na jej renowację. W 1822 r. ówczesny właściciel zdecydował się na rozbiórkę domu, przy czym fasada została po dokładnej inwentaryzacji osobno zdemontowana i za 300 talarów odprzedana anonimowemu nabywcy. Później okazało się, że był nim król pruski Fryderyk Wilhelm III. 287 elementów kamieniarki o łącznej wadze 3700 kg zostało przewiezionych barkami do Poczdamu. W następnych latach znany architekt Karl Friedrich Schinkel odtworzył fasadę gdańskiej kamienicy jako część skrzydła budynku zwanego Domem Rycerskim (Kavalierhaus), stojącego na Pawiej Wyspie. W tym miejscu, położonym obecnie w granicach Berlina, oryginalna fasada Domu Schlieffów zachowała się do dziś. 
Gdy po zniszczeniach wojennych w Gdańsku projektowano odbudowę ulicy Chlebnickiej, podjęto decyzję o odtworzeniu fasady Domu Schlieffów. Rekonstrukcję wykonano w latach siedemdziesiątych XX wieku na podstawie dokładnych pomiarów zachowanego na Pawiej Wyspie oryginału. Obecnie wchodzi ona w skład zespołu budynków Domu Studenckiego Akademii Sztuk Pięknych w Gdańsku.